# Publio Elio Ligo
Publio Elio Ligo  fue un político y militar de la República Romana, que ocupó el consulado en el año 172 a. C.

## Carrera política
Probable que hubiera sido pretor en el año 175 a. C., y obtuvo tres años más tarde, el consulado, donde posiblemente obtuvo Liguria como su provincia, donde recibió probablemente su apellido. 
Notable fue su consulado porque tanto él y su colega Cayo Popilio Lenas eran plebeyos, lo que ocurría por primera vez en la historia del ejercicio de la magistratura. 
El año entero de su consulado estuvo marcado por la lucha con el Senado, debido a que su colega bloqueó una resolución del Senado, que se refería al comportamiento de su hermano Marco Popilio Lenas en contra de la Liguria durante el año anterior. 
En 167 a. C. fue miembro de una comisión de cinco miembros enviados a Iliria para acordar con el pretor Lucio Anicio Galo las condiciones de paz con los ilirios.